# Raymond de La Marthonie
Raymond de La Marthonie (né à Périgueux vers 1581, mort à Limoges le 11 janvier 1627) est un ecclésiastique qui fut coadjuteur en 1615 puis évêque de Limoges de 1618 à 1627.

## Biographie
Raymond de La Marthonie est issu d'une famille originaire du Périgord. Il est le fils de Gaston et de Françoise de la Bastide, et le neveu de deux évêques : Geoffroy de La Marthonie, évêque d'Amiens et Henri de La Marthonie, évêque de Limoges. 
Il commence ses études au Collège des Jésuites de Périgueux pendant huit ans puis à Paris, mais il obtient son doctorat en droit canon à l'université de Toulouse. Il devient chanoine et prévôt de la cathédrale d'Amiens où son oncle Geoffroy de La Marthonie est évêque. Il reste actif à Périgueux car c'est là qu'il est élu député aux États généraux de 1614. 
Il est prieur de la collégiale Saint-Jean-de-Côle et diacre quand il est nommé le 20 juillet 1615 coadjuteur de son autre oncle et évêque titulaire de Chalcédoine (de), et consacré comme tel en septembre à Paris dans l'église des Cordeliers par l'archevêque d'Aix. Il succède à l'évêché de Limoges en 1618.
Son épiscopat est relativement bref mais très actif. Il publie des statuts synodaux en 1619 et visite son diocèse en 1622. Il favorise également l'installation de nouvelles congrégations religieuses : Carmes déchaussés en 1625, Carmélites en 1618, Clarisses urbanistes en 1619, Ursulines en 1620, Feuillants en 1622, Oratoriens en 1624. Il meurt en 1627 et est inhumé dans la cathédrale devant le grand autel près de son oncle.